# Hide Your Smiling Faces
Pour plus de détails, voir Fiche technique et Distribution.
Hide Your Smiling Faces est un film dramatique américain écrit, produit et réalisé par Daniel Patrick Carbone, sorti en 2013.

## Synopsis
L'un des deux frères adolescents découvre un corps inerte du haut du pont : tous deux devront faire le deuil de leur ami.

## Fiche technique
- Titre original : Hide Your Smiling Faces
- Réalisation : Daniel Patrick Carbone
- Scénario : Daniel Patrick Carbone
- Direction artistique : Charlotte Royer
- Photographie : Nick Bentgen
- Son : Chris Foster
- Montage : Daniel Patrick Carbone
- Musique : Robert Donne
- Production : Jordan Bailey-Hoover, Daniel Patrick Carbone, Matthew Petock et Zachary Shedd
- Société de production : Flies
- Société de distribution : Tribeca Film
- Pays d'origine : États-Unis
- Langue originale : anglais
- Format : couleur
- Genre : drame
- Durée : 81 minutes
- Dates de sortie :
  -  Allemagne : 10 février 2013 (Berlinale, avant-première mondiale)
  -  États-Unis : 21 avril 2013 (Festival du film de Tribeca) ; 25 mars 2014 (Internet) ; 28 mars 2014 (nationale)
  -  France : 14 juin 2013 (Champs-Élysées Film Festival)

## Distribution
- Ryan Jones : Tommy
- Nathan Varnson : Eric
- Colm O'Leary : le père d'Ian
- Thomas Cruz : Tristan
- Christina Starbuck : la mère de Tommy et d'Eric
- Chris Kies : le père de Tommy et d'Eric
- Andrew M. Chamberlain : Blake
- Ivan Tomic : Ian

## Production

### Développement
Pour le scénario, Daniel Patrick Carbone s'est inspiré de son propre enfance, de sa relation avec son frère, avec le paysage de ses moments difficiles, ainsi que des premiers films de quelques ses réalisateurs préférés comme Ratcatcher de Lynne Ramsay (1969), Gummo de Harmony Korine (1997) et George Washington de David Gordon Green (2000). Le film « propose une réflexion plus sombre de la même manière de la jeunesse aventurière dans The Tree of Life de Terrence Malick (2011) ».

### Auditions
Parmi les cents enfants, le réalisateur-scénariste a été surpris de la prestation de Ryan Jones et Nathan Varnson : l'un est d'une « professionnalisme inné, c'est-à-dire une dizaine d'années au-delà de son âge » et l'autre, d'une « énergie brutale qui permet de donner facilement à son personnage un caractère calme ».

### Tournage
Toutes scènes ont quasiment été filmées dans le comté du Sussex sur la côte Est du New Jersey, où a grandi le réalisateur et se trouve la maison d'enfance d'un de ses meilleurs amis ayant servi pour la famille de Tommy et d'Eric, et à New York pour les scènes de la rencontre d'entre l'ours et Eric.

## Accueil

### Sortie internationale
Hide Your Smiling Faces est présenté le 10 février 2013 en avant-première au Berlinale en Allemagne, où il est récompensé du meilleure photographie, meilleure réalisation et meilleure séance, avant d'être nommé au Festival du film de Tribeca en avril 2013 et aux grands écrans à partir du 28 mars 2014 dans toutes les États-Unis.
Quant à la France, il a été sélectionné au Champs-Élysées Film Festival en juin 2013 et reste cependant inédit dans les salles.

## Distinctions

### Récompenses
- BendFilm Festival 2013 :
  - Meilleure photographie pour Nick Bentgen
  - Meilleure réalisation pour Daniel Patrick Carbone
  - Meilleure séance
- Festival international du film de Denver 2013 : Meilleur réalisateur débutant
- Heartland Film Festival 2013 :
  - Grand prix du meilleur scénario
  - Grand prix du meilleur film dramatique
- Festival international du film de Valladolid 2013 : Prix de Jury
- National Society of Film Critics Awards 2014 : Meilleur film

### Nominations
- Festival du film de Londres 2013 : Sutherland Trophy du meilleur film
- Festival international du film de Chicago 2013 : Meilleur choix du public
- Festival du film Nuits noires de Tallinn 2013 : Meilleur film indépendant américain
- Festival du film de Tribeca 2013 : Meilleur scénario